# Joan I Ferrandis d'Híxar i de Centelles
Joan I Ferrandis d'Híxar i de Centelles, anomenat l'Orador (Aragó, vers 1384 - ?, 1454/1458), fou un noble aragonès, gran humanista. Sisè baró d'Híxar, virrei de Nàpols, coper major d'en Ferran I i majordom major d'Alfons III.
Fill del baró d'Híxar Alfons II Ferrandis d'Híxar i de Cornell i de la seva muller Toda de Centelles, filla del baró de Centelles Gilbert VI de Centelles i de Montcada. Es casà en primeres núpcies amb Maria de Luna, de la que no tingué descendència. En segones núpcies es casa amb Timbor de Cabrera, filla d'en Bernat IV de Cabrera. Tingueren almenys un fill, Joan II Ferrandis d'Híxar i de Cabrera, nat el 1419. Fou germà de l'arquebisbe de Tarragona, Gonçal Ferrrandis d'Híxar i Centelles. El seu pare li donà les senyories d'Híxar i de
 en el 1397. En el 1421 anà a Nàpols en qualitat de virrei per pacificar la zona de Calàbria. Obtingué els béns del comte de Luna, i posteriorment, les senyories de Lécera i Vinaceit. Comprà una part del comtat de Belchite a la reina.